# اچ‌ام‌اس هادوک (۱۸۰۵)
اچ‌ام‌اس هادوک (۱۸۰۵) (به انگلیسی: HMS Haddock (1805)) یک کشتی بود که طول آن ۵۵ فوت ۲ اینچ (۱۶٫۸ متر) بود. این کشتی در سال ۱۸۰۵ ساخته شد.